# Arnaud de Labriffe
Pour les articles homonymes, voir La Briffe.
Arnaud de Labriffe, (ou La Briffe) marquis de Ferrières-en-Brie, est un parlementaire français de l'Ancien Régime, né en 1649 et mort au château de Ferrières-en-Brie le 24 septembre 1700.

## Biographie
Il était le fils de Jean de Labriffe, seigneur de Roquefort, président trésorier de France au bureau des finances de Montpellier (1638) et d’Anne de Masparault.
Arnaud était titré marquis de Ferrière-en-Brie (décembre 1692), chevalier, seigneur de Passy (1675), Les Bernardières et Saint-Brice, et tint les fonctions successives de conseiller au Châtelet puis au parlement de Paris (20 avril 1674), maître des requêtes « mais d’une brillante réputation » (selon Saint-Simon), procureur général du parlement de Paris en remplacement d’Achille III de Harlay (1639-1712) en septembre 1689, puis conseiller au Grand Conseil, intendant de Franche-Comté (1686) et à Rouen, enfin procureur général de la Chambre souveraine de la réformation de la justice pour le Limousin (1688-1689).

« Harlay, procureur général, lui succéda, et Labriffe, simple maître des requêtes, mais d'une brillante réputation, passa à l'importante charge de procureur général. […] Labriffe, maître des requêtes, si brillant, se trouvait accablé du poids de cette grande charge, et n'y fut pas longtemps sans perdre la réputation qui l'y avait placé. Accoutumé à être l'aigle du conseil, Harlay en prit jalousie, et prit à tâche de le contrecarrer ; l'autre, plein de ce qui l'avait si rapidement porté, voulut lutter d'égal, et ne tarda pas à s'en repentir. Il tomba dans mille panneaux que l'autre lui tendait tous les jours, et dont il le relevait avec un air de supériorité qui désarçonna l'autre. Il sentit son faible à l'égard du premier président en tout genre ; il se lassa des camouflets que l'autre ne lui épargnait point, et peu à peu il devint soumis et rampant. […] Tout abattu qu'il était, il ne manquait point d'esprit ; mais la crainte et la défiance avaient pris le dessus. »

Il possédait, à Paris le fief de Passy, et avait épousé, le 29 avril 1675, Marthe-Agnès Potier de Novion (morte le 28 mai 1686, fille de l’académicien Nicolas Potier de Novion, président à mortier au Parlement de Paris, avec qui il eut quatre enfants âgés de quatre à huit ans lorsque leur mère meurt, en juin 1686 : 
- Antoine-Arnaud de Labriffe (4 janvier 1699 - Rennes, 7 juillet 1777), chevalier et seigneur d’Amilly[Lequel ?], devint premier président au Parlement de Bretagne le 18 août 1734 et épouse le 12 mars 1719 Marie-Charlotte Quentin de Richebourg (1698-1763).
- Pierre-Arnaud de Labriffe (1678- 7 avril 1740), chevalier, marquis de Ferrières, conseiller du roy en ses conseils, maître des requêtes, intendant à Caen, et en Bourgogne[4], conseiller d’État (1723), s’unira quant à lui en 1703 à Françoise-Marguerite Brunet de Rancy (1681-1747), fille de Paul-Étienne Brunet de Rancy (1653-1717) propriétaire du fief de Rancy, et de Geneviève-Michèle Colbert de Villarcerf (1658-1734).
- Anne-Catherine de Labriffe (v. 1679-1701), épouse le 12 juillet 1693 de Jean IV Rouillé de Meslay
- Marguerite de Labriffe, unie, en 1700, de Louis Bossuet, l'un des neveux du célèbre Jacques-Bénigne Bossuet.

C’est en se remariant, le 28 février 1691, à Bonne de Barillon d’Amoncourt (1667-1733) qu’Arnaud ajouta à ses enfants les suivants :
- Aynette de Labriffe (née le 26 mars 1694)
- Anne-Madeleine de Labriffe (née le 9 avril 1697), religieuse au couvent de la Visitation de Saint Denis
- Marguerite-Henriette de Labriffe (v.1695 - Paris, 17 mars 1724) unie en 1712 à Cardin Lebret de Flacourt (1675-1734), comte de Selles.

Les membres de la famille de Labriffe, modèles assidus du portraitiste Hyacinthe Rigaud, étaient seigneurs de Ponsan, marquis de Ferrières, barons d’Arcy-sur-Aube, comtes d’Amilly, marquis et comtes de Labriffe. Ils avaient une chapelle dans l'église Saint-Nicolas-des-Champs de Paris, où l'épitaphe d'Arnaud II de Labriffe, mort à 51 ans, en 1700, est toujours en place.
Arnaud de Labriffe semble avoir mérité la reconnaissance de ses pairs en tant que procureur général, et ceci malgré les brimades de Harlay, comme le rapporte Saint-Simon :

« Labriffe, procureur général, mourut bientôt après, d'une longue maladie, du chagrin dans lequel il vécut dans cette charge, des dégoûts et des brocards dont le premier président Harlay l'accabla. […] D'Aguesseau, avocat général, eut sa charge. »

## Portrait d'Arnaud de Labriffe par Hyacinthe Rigaud
Le portrait d'Arnaud de La Briffe a été peint par Hyacinthe Rigaud en 1700 contre 500 livres, en grand format. Cette toile, récemment identifiée, fait partie d'une collection privée américaine.
Cette identification a été rendue possible grâce à la présence, au château de Thoiry, d'une réduction en buste de ce vaste portrait. Celle-ci intégra probablement les collections du château par le jeu des alliances. La cadette des enfants du procureur général et de Mme Potier de Novion, Anne-Catherine, épousa en effet Jean IV Rouillé de Meslay (1656-1715) lié à la famille Rouillé dont un membre Geneviève Louise Rouillé du Coudray (1717-1794) s’unit en 1737 à Jean-Baptiste d’Arnouville (1701-1794), garde des sceaux de Louis XV de 1750 à 1757, membre éminent des familles détentrices du domaine de Thoiry.
L’ancienne proposition comme étant l’effigie de Barthélémy-Jean-Claude Pupil (1689-1779), basée sur une vague ressemblance, doit désormais être rejetée.